# ولیستسیخه
ولیستسیخه (گرجی: ველისციხე) یک روستا در شهرداری گورجاآنی در استان کاختی گرجستان است. این روستا در سال ۲۰۱۴ میلادی، ۴۵۰۸ نفر جمعیت داشته است. ولیستسیخه در ۳۸۰ متر (۱٬۲۵۰ فوت) بالاتر از سطح دریا قرار گرفته است.